# Joseph Achron

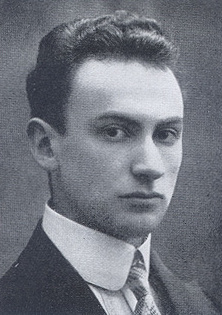
Joseph Achron

Joseph Isidor Achron (* 13. Mai 1886 in Lazdijai, Russisches Kaiserreich; † 29. April 1943 in Hollywood) war ein litauisch-US-amerikanischer Komponist und Violinist.

## Leben

### Familie, Kindheit und Studium, Zeit bis 1904
Joseph Achron war das zweite von vier musikalischen Geschwistern. Im Jahr 1890 zog die Familie nach Warschau. Sein Vater, ein Amateurgeiger und Laienkantor in der Synagoge, erkannte Josephs Begabung frühzeitig und begann ihn ab einem Alter von fünf Jahren selbst zu unterrichten. Später setzte er seine musikalische Ausbildung bei Izydor Lotto fort.  Bereits mit sieben Jahren komponierte Joseph sein erstes Stück, ein Wiegenlied, und trat öffentlich in Warschau auf.  Seine Talente wurden schnell erkannt, und er erhielt die Gelegenheit zu weiteren Auftritten im damaligen Russischen Reich.  Zwischen 1899 und 1904 setzte Joseph Achron seine musikalische Bildung am Sankt Petersburger Konservatorium fort. Dort studierte er Violine bei Leopold Auer sowie Komposition und Musiktheorie bei Anatoli Ljadow.  Sein Studium schloss er im Jahr 1904 mit höchster Auszeichnung ab und wurde mit der prestigeträchtigen Grossfürst-Michail-Geldprämie geehrt.

### Zeit nach dem Studium ab 1904
Nach Abschluss seines Studiums begab er sich nach Berlin; hier war er hauptsächlich als Violinist tätig. Er gab höchst beachtete Konzerte. Er spielte unter anderem mit dem Gewandhausorchester Leipzig unter Artur Nikisch das Violinkonzert von Beethoven mit eigener Kadenz. 1907 kehrte er nach Sankt Petersburg zurück, um weitere Studien der Kompositionslehre bei Ljadow und Instrumentationslehre bei Maximilian Steinberg zu absolvieren.
Etwa 1911 begann er, sich mit der jüdischen Musikkultur auseinanderzusetzen. Er trat der im Jahre 1908 ins Leben gerufenen Gesellschaft für jüdische Volksmusik bei und wurde in dieser Tradition kompositorisch tätig; seine erste Komposition vor diesem Hintergrund war die 1911 entstandene Hebräische Melodie (op. 33), eine Instrumentalkomposition für Violine und Klavier. Vor allem die Interpretationen von Jascha Heifetz machten sie zu Achrons bekanntestem Werk. Achron wurde bald zum Vorstandsvorsitzenden des Musikausschusses der Gesellschaft ernannt.
1913 nahm Achron eine Stelle am Musikkonservatorium von Charkiw an, kehrte aber 1916 nach Sankt Petersburg zurück.
Nach Absolvierung des Militärdienstes im Musikkorps der Russischen Armee wirkte er am Petersburger Jüdischen Kammertheater mit. Er gab zwischen 1918 und 1922 über 1000 Konzerte und komponierte viel. Er heiratete die Sängerin Marie Raphof. 1922 wurde die Sankt Petersburger Dependance der Gesellschaft geschlossen und Achron ging wieder nach Berlin; hier leitete er mit Michail Gnessin den jüdischen Musikverlag Ibneh. 1924 er schrieb die Schauspielmusik für das von der Theatergruppe TAI—Teatron Eretz Israeli in Hebräisch aufgeführte Theaterstück Belshazzar. Im Lauf des Jahres unternahm er eine Konzertreise durch Palästina. Hier transkribierte er viele orientalische, jüdische Melodien, die sein späteres Musikschaffen beeinflussten.

### Zeit in den USA nach 1925
1925 folgte er seinem Bruder Isidor Achron und emigrierte in die USA. 1930 nahm er die Staatsbürgerschaft der Vereinigten Staaten an. Er lebte zunächst in New York. Hier komponierte 1927 sein Violinkonzert. Auch für das Jiddische Theater komponierte er einige Bühnenmusiken. 1934 ging er nach Hollywood und spielte dort in Studioorchestern. Er komponierte die Violinkonzerte Nr. 2 und Nr. 3 die mit dem Los Angeles Philharmonic Orchestra aufgeführt wurden.
In den Vereinigten Staaten konnte er sich trotz erster erfolgreicher Aufführungen seiner Werke nie ernsthaft als Komponist etablieren. Seine späten Werke stießen sogar auf Ablehnung. Er war einige Zeit in New York City am Westchester Conservatory tätig, wo er Violinunterricht erteilte. Später versuchte er seinen Durchbruch als Komponist an der Westküste der USA. Dieser Erfolg blieb ihm jedoch versagt. Zu seinen dortigen Schülern gehörte der junge André Previn.
1945 wurde nach Achrons Tod in Los Angeles ein Gedenkkonzert veranstaltet. Hier sagte Arnold Schönberg: „Joseph Achron ist einer der am meisten unterschätzten modernen Komponisten, doch die Originalität und tiefgründige Ausarbeitung seiner Ideen garantieren die Dauerhaftigkeit seiner Werke.“
Sein jüngster Bruder Isidor Achron war Komponist, Pianist und für mehr als 10 Jahre der Klavierbegleiter von Jascha Heifetz.

## Werke (Auswahl)
Die Publikation von Philipp Moddel Joseph Achron enthält einen Katalog sämtlicher Werke Joseph Achrons. Die IMSLP führt die Seite List of works by Joseph Achron. Sie  orientiert sich an diesem Katalog. Viele Manuskripte seiner Werke befinden sich in der Israelischen Nationalbibliothek.
Achrons kompositorisches Schaffen umfasst hauptsächlich Sonaten, Duette, Instrumentalkonzerte, Tänze, Serenaden sowie Präludien.
- Präludien
  - Prelude op. 13
- Duette
  - Souvenir de Varsovie op. 14
  - Coquetterie op. 15
  - Les Sylphides op. 18
  - Suite No. 1 en Style Ancien (Première Suite en Style Ancien), Op. 21, for violin and piano (circa 1914) I Prelude II Gavotte III Sicilienne IV Gigue
  - Hebräische Melodie op. 33
  - Hebräisches Wiegenlied op 35. No. 2
  - Tanzimprovisation über ein hebräisches Volkslied op. 37
  - Fragment mystique (sur un théme hébraique)
  - Scher op. 42
  - Märchen op. 46
  - Liebeswidmung op. 51
  - Canzonetta op. 52 No. 2
- Serenaden
  - Serenade op. 17
- Sonaten
  - Violinsonate op. 32
- Tänze
  - Dance Improvisation
- Schauspielmusik
  - Les Aveugles, von Maurice Maeterlinck, op. 47, 1919
  - Mazeltov, von Shalom Aleichem, 1920
  - Belshazzar, 1924
  - Kiddush Hasem, von Shalom Asch, 1928
  - Golem, von H. Leiwick, 1931
  - Die Hexe, von Abraham Goldfaden
  - Fartog, von (?).Walter

## Einspielungen
- Joseph Achron. Die Suiten für Violine und Klavier. Hagai Shaham, Violine. Arnon Erez, Klavier. Hyperion, 2012